# Jambangan (Candi)
Jambangan is een bestuurslaag in het regentschap Sidoarjo van de provincie Oost-Java, Indonesië. Jambangan telt 2750 inwoners (volkstelling 2010).